# Lloseta
Lloseta är en kommun i Spanien. Den ligger i den autonoma regionen Balearerna i östra delen av landet. Antalet invånare är 6 456 (2024). Lloseta ligger på ön Mallorca.